# Хилман (Мичиген)
Хилман (енгл. Hillman) град је у америчкој савезној држави Мичиген.

## Демографија
По попису из 2010. године број становника је 701, што је 16 (2,3%) становника више него 2000. године.
| Група             | 2000.       | 2010.       |
| Белци             | 668 (97,5%) | 681 (97,1%) |
| Афроамериканци    | 1 (0,1%)    | 1 (0,1%)    |
| Азијати           | 0 (0,0%)    | 1 (0,1%)    |
| Хиспаноамериканци | 10 (1,5%)   | 10 (1,4%)   |
| Укупно            | 685         | 701         |